# Luísa Carlota de Meclemburgo-Schwerin
Luísa Carlota em Meclemburgo (em alemão:  Luise Charlotte zu Mecklenburg; Schwerin, 19 de novembro de 1779 — Gota, 4 de janeiro de 1801) foi a avó materna do príncipe-consorte Alberto do Reino Unido, marido da rainha Vitória do Reino Unido.
Luísa Carlota nasceu como duquesa de Meclemburgo-Schwerin, sendo filha do grão-duque Frederico Francisco I. A sua mãe era a princesa Luísa de Saxe-Gota-Altemburgo e a sua irmã era esposa do rei Cristiano VIII da Dinamarca.

## Família
Luísa era a segunda filha do grão-duque Frederico Francisco I de Meclemburgo-Schwerin e da sua esposa, a princesa Luísa de Saxe-Gota-Altemburgo. Os seus avós paternos eram o duque Luís de Meclemburgo-Schwerin e a princesa Carlota Sofia de Saxe-Coburgo-Saalfeld. Os seus avós maternos eram o príncipe João Augusto de Saxe-Gota-Altemburgo e a condessa Luísa Reuss de Schleiz. O seu irmão mais velho, o grão-duque hereditário Frederico Luís de Meclemburgo-Schwerin era pai da duquesa Helena de Meclemburgo-Schwerin, mãe de Luís Filipe, conde de Paris. A sua irmã mais nova, Carolina Frederica de Meclemburgo-Schwerin casou-se com o rei Cristiano VIII da Dinamarca e mãe do rei Frederico VII da Dinamarca.

## Biografia

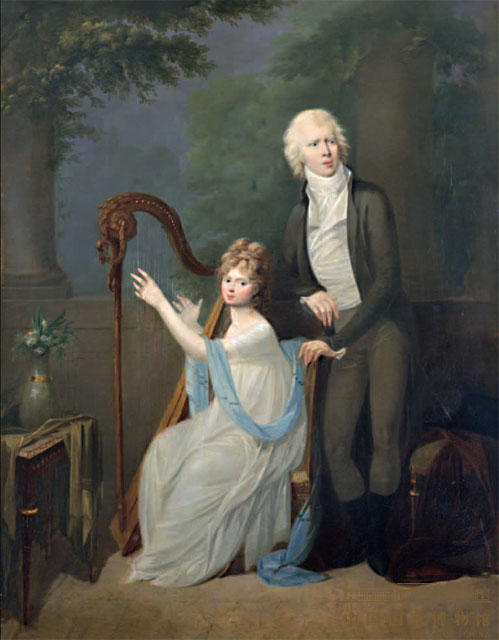
Retrato de Luísa Carlota e seu marido, Augusto, por Alexander Molinari, c. 1800.

No dia 1 de Novembro de 1795, Luísa Carlota ficou noiva do rei Gustavo IV Adolfo da Suécia. O noivado tinha sido arranjado por Gustaf Adolf Reuterholm, regente de facto da Suécia, que desejava manter a sua posição após a maioridade do rei tendo a rainha em dívida para com ele pela sua posição. O rei estava entusiasmado a principio e o noivado foi muito celebrado em ambas as cortes, chegando-se mesmo a criar uma oração com o nome de Luísa Carlota na Suécia. Contudo, a imperatriz Catarina II da Rússia queria ver a sua neta, a grã-duquesa Alexandra Pavlovna, rainha da Suécia e mostrou desagrado por este noivado. Após a posição da czarina ser conhecida, muitos começaram a dizer ao rei que Luísa, que ele nunca tinha visto, não era bonita. Quando o rei foi declarado maior de idade em 1797, rompeu o noivado. O pai de Luísa exigiu uma recompensa, um assunto que ficou resolvido quando a cidade sueca de Wismar, na Alemanha, passou a pertencer a Meclemburgo-Schwerin pelo Tratado de Malmö (1803).
Em 1797, Luísa casou-se com o príncipe-herdeiro Augusto de Saxe-Gota-Altemburgo que vinha da família da sua mãe. Os dois tinham um antepassado em comum, o duque Frederico II de Saxe-Gota-Altemburgo. O casamento foi arranjado contra a sua vontade e acabou por ser infeliz: o seu marido abusava dela e Luísa quis deixá-lo, mas foi forçada a ficar pela sua família. Luísa foi descrita como sendo muito loira, pouco atraente e um pouco corcunda, mas também como sagaz, talentosa e inteligente.

## Morte
Luísa Carlota morreu quatro anos depois do seu casamento, durante um parto, aos vinte e dois anos de idade, antes de Augusto assumir o trono de Saxe-Gota-Altemburgo. Os dois tiveram apenas uma filha, a princesa Luísa de Saxe-Gota-Altemburgo, que se viria a casar com o duque Ernesto I de Saxe-Coburgo-Gota e era mãe do príncipe Alberto de Saxe-Coburgo-Gota.

Escudo da família Meclemburgo-Schwerin